# Шкала Сан-Марино
Шкала Сан-Марино є пропозицією для оцінки ризиків, пов'язаних із спробами передачі інтенційних сигналів із Землі для можливого виявлення розумного позаземного життя. Оцінка враховує суттєвість таких передач, враховуючи інтенсивність сигналу та вміст інформації. Шкалу запропонував Іван Альмаро на конференції у Сан-Марино у 2005 році. Важливо відзначити, що радіовипромінювання Юпітера, Сатурна та Нептуна не враховується в цій моделі. Шкала Сан-Марино була подальше прийнята Постійною дослідницькою групою SETI Міжнародної академії астронавтики під час зустрічі в Гайдарабаді, Індія, у 2007 році.

## Розрахунок
В оригінальній презентації, представленій Альмаром, індекс Сан-Марино, SMI, даної події обчислюється як сума двох членів.
{\displaystyle SMI=I+C}
Перший член, I, базується на інтенсивності сигналу відносно фонового шуму в тій самій смузі частот. Цей член є логарифмічним і обчислюється як:
{\displaystyle I{=}\log _{10}\left({\frac {\text{signal intensity}}{\text{background intensity}}}\right)}
Наприклад, якщо сигнал має інтенсивність, що в 100 разів перевищує фоновий шум при однаковій частоті та ширині смуги, його значення I буде рівним двом.
Щодо другого терміну, C, він є більш суб'єктивним і враховує зміст, спрямованість, час і характер сигналу. Наприклад, змінний струм одиниці може бути подібним до блукаючого радіолокаційного імпульсу, який не несе інформації та випадково направлений. Рейтинг AC п'ять вказує на навмисну реакцію на сигнал із позаземної цивілізації.

## Шкала оцінок[1]
| Значення | Потенційна небезпека |
| -------- | -------------------- |
| 10       | Надзвичайний         |
| 9        | Видатний             |
| 8        | Далекосяжний         |
| 7        | Високий              |
| 6        | Вартий уваги         |
| 5        | Проміжний            |
| 4        | Помірний             |
| 3        | Незначний            |
| 2        | Низький              |
| 1        | Несуттєвий           |